# Mas de Miret (Vinyols i els Arcs)
El Mas de Miret és una obra de Vinyols i els Arcs (Baix Camp) inclosa a l'Inventari del Patrimoni Arquitectònic de Catalunya.

## Descripció
S'hi arriba per una pista de terra des de Nou Cambrils, passant per damunt de l'Autopista A7, que deixa just davant del mas.
Antiga torre, de planta quadrada, que fa 4,5 x 4,8 metres. Reformada i restaurada en època recent. Li manca el pis superior, refet de nou. Té adossada una masia de planta rectangular, també restaurada.

## Història
Torre de defensa, probablement del segle xvi, època del desembarcaments de vaixells berberiscs a la costa propera. Masia adossada amb modificacions del conjunt recents. El mas es fa servir actualment com a casa de colònies d'estiu.